# لینوی اشرم
لینوی اشرم (عبری: לינוי אשרם‎؛ زادهٔ ۱۳ مهٔ ۱۹۹۹) ژیمناست ریتمیک اهل اسرائیل است.